# Wayō

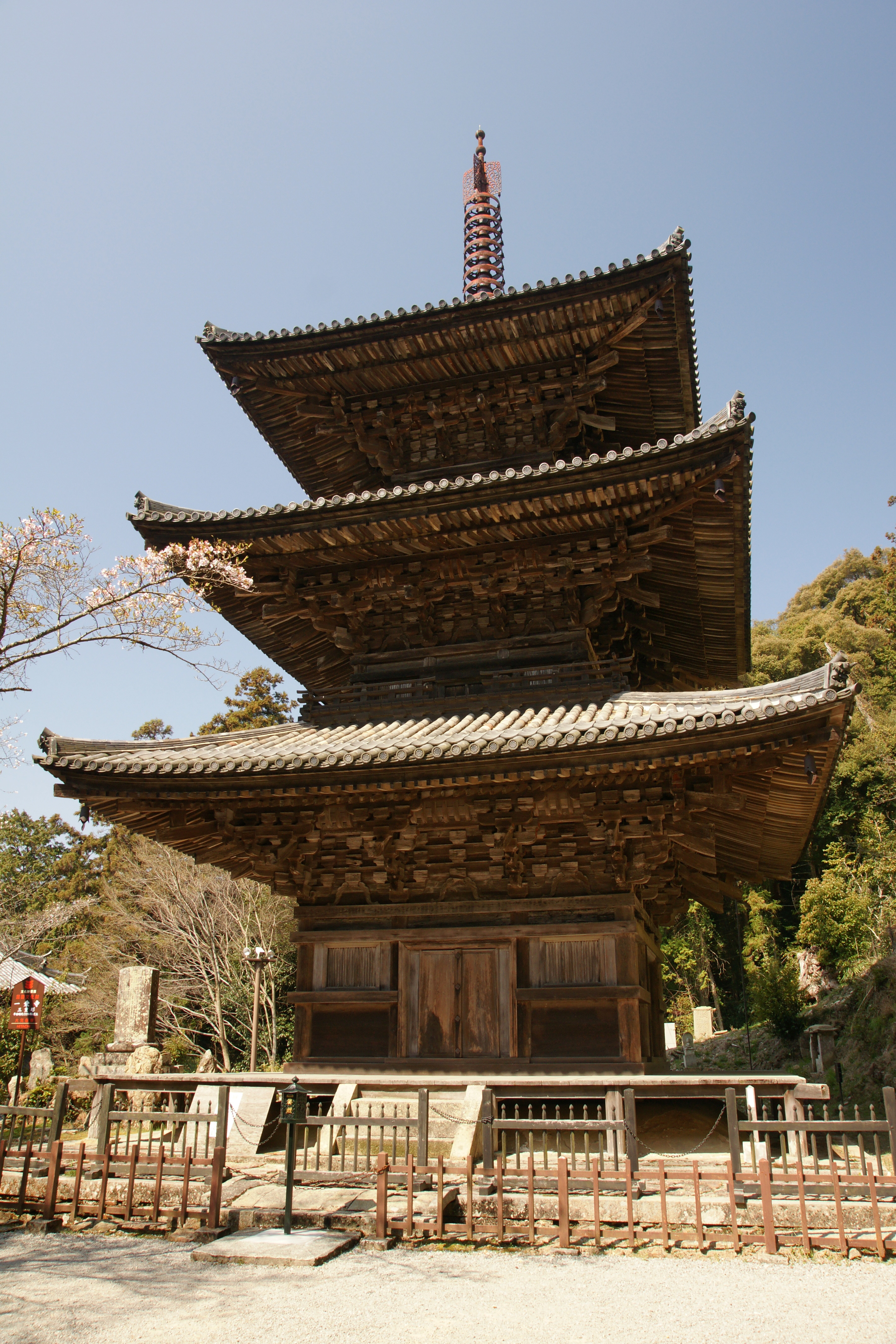
La pagode d'Ichijō-ji est un exemple du style wayō.

Wayō (和様, lit. « style japonais ») est le nom donné à un style développé en art et en architecture au Japon durant l'époque de Heian, principalement par les sectes Tendai et Shingon du bouddhisme ésotérique. Avec le zenshūyō et le daibutsuyō, c'est un des trois styles les plus importants développés par le bouddhisme japonais sur la base des modèles chinois.

## Histoire
Le nom est inventé plus tard, durant l'époque de Kamakura, après l'apparition des deux autres styles. Parce qu'alors le style est considéré comme indigène, le terme commence à être utilisé pour distinguer les styles anciens de ceux qui viennent d'arriver de Chine. Il se caractérise par la simplicité, l'abstention de l'ornementation, l'utilisation de bois naturel et en général des matériaux simples. Structurellement, il se distingue par une grande salle divisée en deux parties, une zone extérieure pour les novices et une zone intérieure pour les initiés. Un toit à pignon couvre les deux aires, un sol surélevé en bois au lieu des sols carrelés ou en pierre des temples antérieurs, de longs avant-toits pour couvrir les marches du perron ; des bardeaux ou de l'écorce à la place de tuiles pour la couverture, et un agencement du shichidō garan adapté à l'environnement naturel, plutôt que les dispositions symétriques qui prévalent par exemple dans les temples zen,.
Au cours de l'époque de Heian, les temples sont construits en utilisant des tirants non-pénétrants, nageshi (長押), conçus pour s'ajuster autour des colonnes et des piliers et cloués. Le style daibutsuyō d'abord, puis le style zenshūyō ultérieurement, les remplacent par des tirants pénétrants, nuki (長押), qui en fait percent la colonne, et sont donc beaucoup plus efficaces contre les tremblements de terre,. Le nageshi est cependant conservé à titre d'élément purement décoratif.
Les temples dans ce style, non influencés par les styles ultérieurs, se trouvent principalement dans la région du Kansai, à Nara en particulier.

## Shin-wayō
Durant l'époque Muromachi, la combinaison du wayō avec des éléments du style daibutsuyō devient si fréquente qu'il est parfois appelé shin-wayō (新和様, « nouveau wayō ») par les spécialistes.